# Lisa Kay
Lisa Kay (n. 11 de febrero de 1971) es una actriz inglesa. Creció en Levisham en North York Moors y tiene tres hermanas, Samantha, Sara y Caroline.
Lisa primero entrenó como bailarina con Sandra Burnham y luego en la Bush-Davies School. Más tarde, actuó profesionalmente en muchos espectáculos de manera profesional antes de reciclarse en el Bristol Old Vic como una actriz con distinción considerable.[cita requerida] Desde entonces, Lisa ha aparecido en una gran variedad de papeles en teatro y en televisión.
Lisa hizo su debut en Heartbeat, de ITV1, en 2004, en el 6.º episodio de las 14.ª temporada de la serie, en el episodio titulado Wrecked. Interpretó al personaje de Emma Bryden, una madre soltera y solitaria que forja una amistad con PC Phil Bellamy.
Entonces se convirtió en un personaje regular del reparto desde octubre de 2006 hasta el final de la serie en septiembre de 2010, interpretando a la enfermera Carol Cassidy.
Lisa también apareció como Eleanor Ross Heaney en la película de El diario de Bridget Jones.
Kay apareció en Home and Away durante dos episodios el 28 de febrero de 2018 y 12 de marzo de 2018 como la Profesora Juliet Pickford. Actualmente aparece en Neighbours desde el 15 de marzo de 2018 como Rita Newland.